# Rallye Finnland 1977
Die 27. Rallye Finnland (auch 1000-Seen-Rallye genannt) war der 7. Lauf zur Rallye-Weltmeisterschaft 1977. Sie fand vom 26. bis zum 28. August in der Region von Jyväskylä statt. Von den 46 geplanten Wertungsprüfungen wurde eine abgesagt.

## Klassifikationen

### Endergebnis
| Rang | Fahrer            | Co-Pilot         | Auto                    | Zeit (Std./Min./Sek.) | Rückstand Sieger (Min./Sek.) Rückstand V (Min./Sek.) |
| ---- | ----------------- | ---------------- | ----------------------- | --------------------- | ---------------------------------------------------- |
| 1    | Kyösti Hämäläinen | Martti Tiukkanen | Ford Escort RS1800 MKII | 4:26:06               | 00:00                                                |
| 2    | Timo Salonen      | Jaakko Markkula  | Fiat 131 Abarth         | 4:30:31               | 04:25                                                |
| 3    | Björn Waldegård   | Claes Billstam   | Ford Escort RS1800 MKII | 4:36:22               | 10:16 05:51                                          |
| 4    | Markku Saaristo   | Timo Alanen      | Toyota Corolla          | 4:45:41               | 19:35 09:19                                          |
| 5    | Henri Toivonen    | Antero Lindqvist | Chrysler Avenger        | 4:52:25               | 26:19 06:44                                          |
| 6    | Erkki Pitkänen    | Juhani Paalama   | Chrysler Avenger        | 4:58:29               | 32:23 06:04                                          |
| 7    | Franz Wittmann    | Helmut Deimel    | Opel Kadett GT/E        | 5:01:08               | 35:02 02:39                                          |
| 8    | Kyösti Saari      | Jorma Hakanen    | Opel Kadett GT/E        | 5:05:47               | 39:41 04:39                                          |
| 9    | Timo Jouhki       | Juha Piironen    | Opel Kadett GT/E        | 5:08:03               | 41:57 02:16                                          |
| 10   | John Haugland     | Bruno Berglund   | Škoda 130RS             | 5:09:45               | 43:39 01:42                                          |

Insgesamt wurden 44 von 99 gemeldeten Fahrzeuge klassiert:

### Herstellerwertung
| Pos. | Team   | Punkte |
| ---- | ------ | ------ |
| 1    | Ford   | 100    |
| 2    | Fiat   | 94     |
| 3    | Opel   | 51     |
| 4    | Toyota | 44     |
| 5    | Lancia | 32     |

Die Fahrer-Weltmeisterschaft wurde erst ab 1979 ausgeschrieben.